# CBM 8032
Der CBM 8032 ist ein früher 8-Bit-Mikrocomputer des US-amerikanischen Technologiekonzerns Commodore International. Der für professionelle Datenverarbeitung im Büro sowie naturwissenschaftlich-technische Anwendungen in Laboren oder Werkstätten konzipierte Tischrechner verfügt über einen 8-Bit-Hauptprozessor, 32 KB Arbeitsspeicher (RAM), 18 KB Festspeicher (ROM), einen Spezialchip für die Bildschirmausgabe sowie einen ins Gehäuse integrierten 80-Zeichen-Grünmonitor. Der in der zweiten Hälfte des Jahres 1979 unter der Führung von Chefingenieur Bill Seiler entwickelte CBM 8032 wurde im Januar 1980 anlässlich der Winter Consumer Electronics Show in Las Vegas (Nevada) der Weltöffentlichkeit vorgestellt.
Der CBM 8032 gehört zur erfolgreichen CBM-8000-Serie von Commodore, deren Modelle als Nachfolger der älteren CBM-4000-Serie eingeführt wurden und die dritte und letzte Generation der Bürorechner der CBM-Reihe darstellen. Abgelöst wurde diese erste von Commodore zur Marktreife gebrachte und beständig weiterentwickelte Rechnerfamilie schließlich von den völlig neu entwickelten Modellen der CBM-600-/CBM-700-Serie, die jedoch nicht an die Verkaufszahlen der Vorgängerserie anknüpfen konnten.
Zum Zeitpunkt der Markteinführung in Nordamerika lag die unverbindliche Preisempfehlung des Herstellers für den CBM 8032 bei 1.500 US$. Der in den Vereinigten Staaten vorgefertigte Rechner erhielt im Commodore-Zweigwerk in Braunschweig eine an das deutsche Stromnetz angepasste interne Stromversorgung und war ab 1981 dann auch in Deutschland erhältlich. Der Preis für die Basiseinheit lag 1982 in Deutschland bei 3.950 DM. Die Zahl der insgesamt im deutschsprachigen Raum verkauften Exemplare des im Vergleich mit den bis dato marktbeherrschenden Bürorechnern sehr kostengünstigen CBM 8032 betrug bis zur Einstellung der Produktion im Jahr 1982 deutlich über 10.000 Einheiten. Damit gehört der Rechner in Deutschland zu den meistverbreiteten Bürocomputern seiner Zeit.

## Entwicklung
Nach einem Treffen mit dem erfolgreichen britischen Computerproduzenten Clive Sinclair im Jahr 1980 fasste Jack Tramiel, zu dieser Zeit Geschäftsführer von Commodore International, den Plan, nach dem Vorbild des Billigcomputers Sinclair ZX80 in Zukunft vornehmlich neue Geräte für das unterste Marktsegment zu entwickeln. Innerhalb des von ihm gegründeten Unternehmens stieß Tramiel mit diesem Vorhaben jedoch auf heftigen Widerstand. So wollte insbesondere Chefingenieur Chuck Peddle, der in den Jahren 1976/77 mit dem Commodore PET den ersten Mikrocomputer für Commodore konzipiert hatte, diese Änderung in der Ausrichtung des Unternehmens nicht mittragen. Nach einigen Querelen entschloss man sich zu einem Kompromiss: Die Entwicklungsabteilung des Elektronikkonzerns wurde in zwei Abteilungen aufgeteilt, von denen eine für kostengünstige Heimcomputer, die andere für professionelle, aber kostspieligere Bürorechner zuständig sein sollte.
Um mit der rasanten Entwicklung auf dem Computermarkt mithalten zu können, wurden die bereits zur Serienreife gebrachten Rechner der CBM-Reihe auch weiterhin laufend von der neu gegründeten Abteilung für Bürorechner überarbeitet und weiterentwickelt. Die Designphilosophie der All-in-one-Modelle der Commodore-PET-Reihe, die neben dem TRS-80 von RadioShack und dem Apple II als Wegbereiterin der modernen Mikrocomputerindustrie gilt, wurde dabei vom neu gebildeten Entwicklerteam um Bill Seiler in puncto Systemarchitektur, Gehäuseform und Bildschirmintegration bei der Planung des CBM 8032 weitgehend übernommen, in einigen Punkten jedoch modifiziert bzw. um neue Komponenten ergänzt.
Genau wie im Fall des Commodore PET besteht auch beim CBM 8032 das Gehäuse aus hellbeige lackiertem Metall, weshalb im Rechnerinneren keine weiteren Strahlenschutzbleche zur Abschirmung der Hauptplatine notwendig sind. Im Gegensatz zum Urmodell verfügt der CBM 8032 jedoch über eine professionelle Schreibmaschinentastatur mit Springfedern, deutlich mehr Speicherplatz, ein leistungsstärkeres Betriebssystem mit einem umfangreicheren BASIC-Befehlssatz, eine doppelt so hohe Bildschirmauflösung sowie einen ab Werk eingebauten monochromen 12-Zoll-Grünmonitor (englisch Fat screen) mit einer leicht veränderten Gehäuseform, die zwar nunmehr mit den Seiten des eigentlichen Rechnergehäuses abschließt, aber immer noch einem gleichschenkligen Trapez gleichkommt. Überdies verzichtete das Entwicklerteam beim CBM 8032, wie auch schon bei den Vorgängermodellen der CBM-3000-Serie bzw. der CBM-4000-Serie, auf die Verwendung eines ins Gehäuse eingelassenen Datenrekorders, um mehr Platz für das Tastaturfeld nebst numerischem Ziffernblock zu gewinnen. Sinnvoll lässt sich der Rechner daher nur betreiben, sofern zusätzlich ein externer Massenspeicher, also etwa ein Diskettenlaufwerk oder eine Datasette, angeschlossen wird.

All-in-one-Vorgängermodelle der CBM-8000-Serie
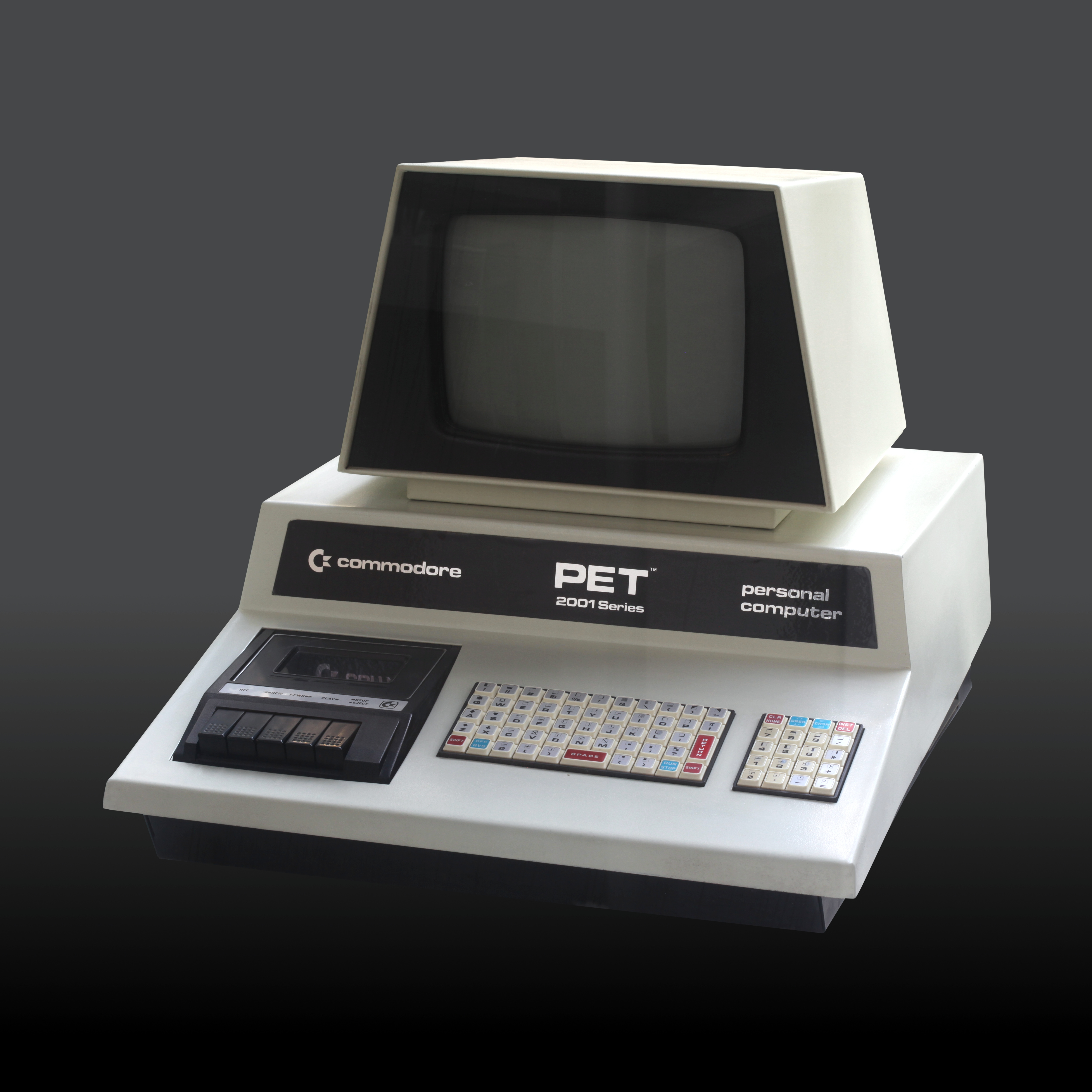
Commodore PET
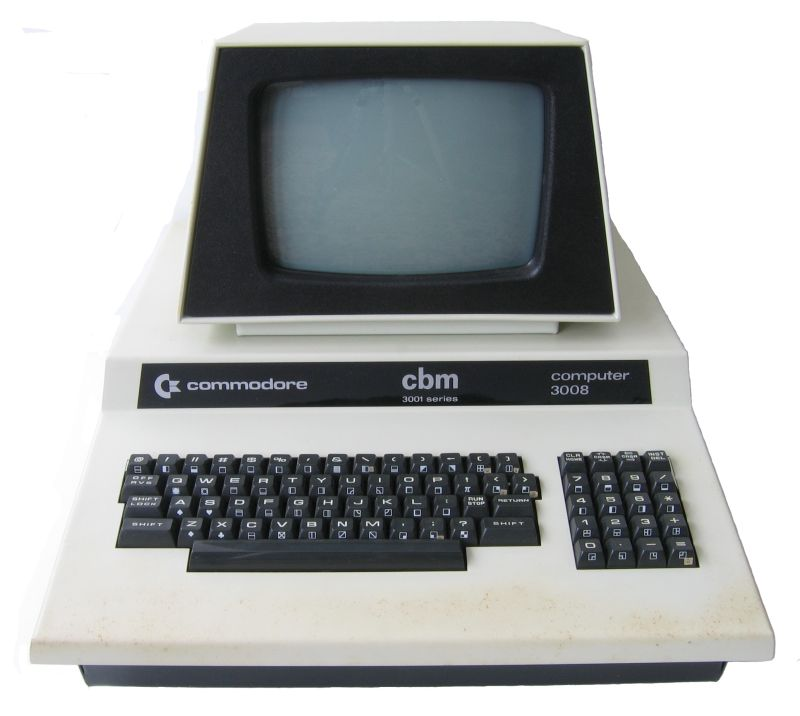
CBM 3008 aus der CBM-3000-Serie
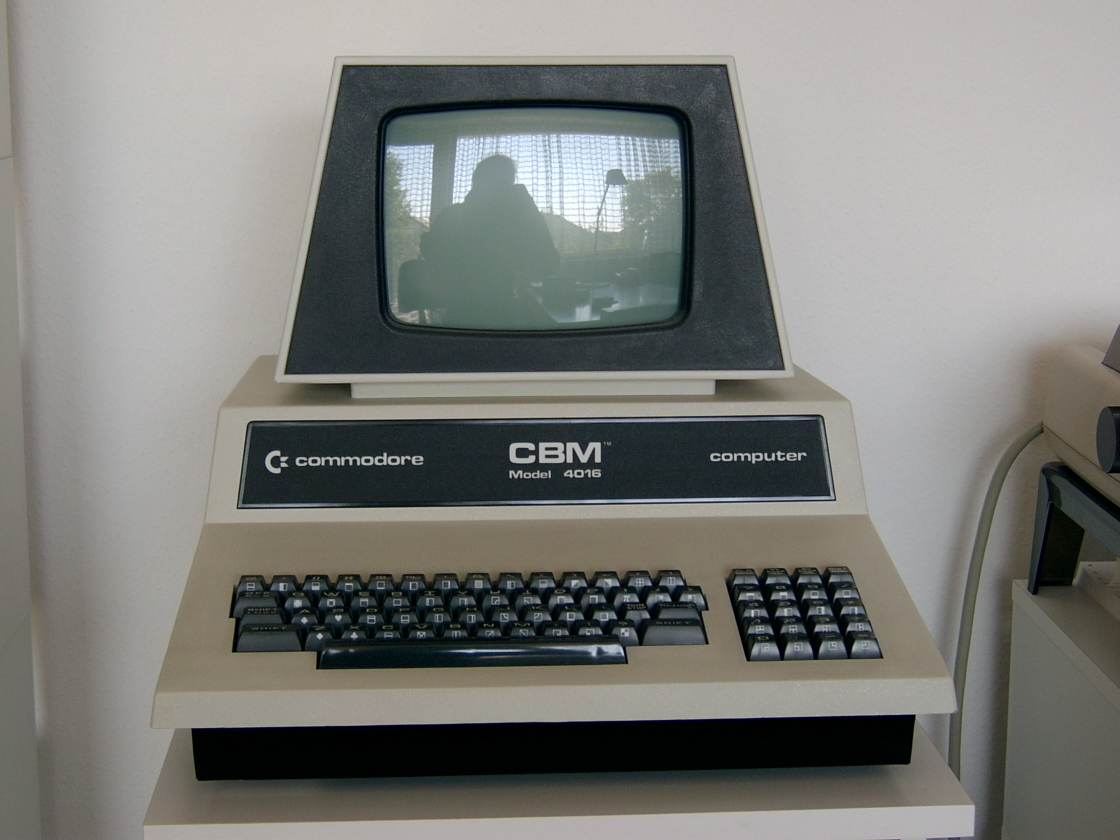
CBM 4016 aus der CBM-4000-Serie

## Gehäuse, Tastatur, Schnittstellen
Nach heutigen Maßstäben ist der CBM 8032 sehr wuchtig und schwer. Der Rechner misst 42 cm × 47 cm × 36 cm (Breite × Tiefe × Höhe) und wiegt 22,7 kg. Der eingebaute Grünmonitor besitzt eine Bildschirmdiagonale von 31 cm und ist in der Lage, 80 × 25 Zeichen in monochromer Darstellung (grün auf schwarz) auf den Bildschirm zu bringen. Daneben besitzt der CBM 8032 eine einfache, direkt in die Hauptplatine integrierte Lautsprechermembran zur Erzeugung simpler Piepstöne (englisch Beeper). Auf der Rückseite des Monitors befinden sich ins Gehäuse eingelassene Lüftungsschlitze sowie ein Drehregler zur Einstellung der Helligkeit. Die deutsche Version des CBM 8032 benötigt eine Eingangsspannung von 220 V, der Stromverbrauch des Rechners liegt bei 250 W. Das Netzteil ist ins Gehäuse integriert.
Die Tastatur des CBM 8032 besteht aus 73 Tasten und weist zur Erleichterung der Eingabe größerer Datenmengen einen abgesetzten numerischen Ziffernblock auf. Hinsichtlich des Tastatur-Layouts konnten die Kunden zwischen zwei Optionen wählen: einer kaufmännischen und einer technisch-wissenschaftlichen Version der Tastatur mit zusätzlichen Grafiksymbolen.
Der CBM 8032 verfügt über insgesamt vier Schnittstellen, die allesamt als Platinenstecker realisiert sind und den Anschluss von Druckern, Plotter, Modems, Massenspeichern, Messgeräten sowie weiteren Peripheriegeräten gestatten. An der Rückseite befinden sich drei Schnittstellen: ein IEC-Bus ohne Standard-Steckverbinder für Commodore-Peripheriegeräte sowie Peripheriegeräte anderer Hersteller mit 24-poligem IEEE488-Stecker, eine mit 8-Bit-Wortbreite operierende parallele Schnittstelle mit 24 Kontakten ähnlich wie beim Commodore 64 für spezielle Peripheriegeräte ohne Anschlüsse nach IEC-Norm (englisch User Port) sowie ein Anschluss mit zwölf Kontakten für externe Datenrekorder (englisch Cassette Port). Ein weiterer Datenrekorder kann über einen entsprechenden Platinenstecker an der rechten Seite des Rechnergehäuses angeschlossen werden. Daneben verfügt der CBM 8032 über zwei interne 50-polige Pfostenstecker auf der Hauptplatine, mit deren Hilfe sich das System selbst erweitern lässt.

## Mikrochips

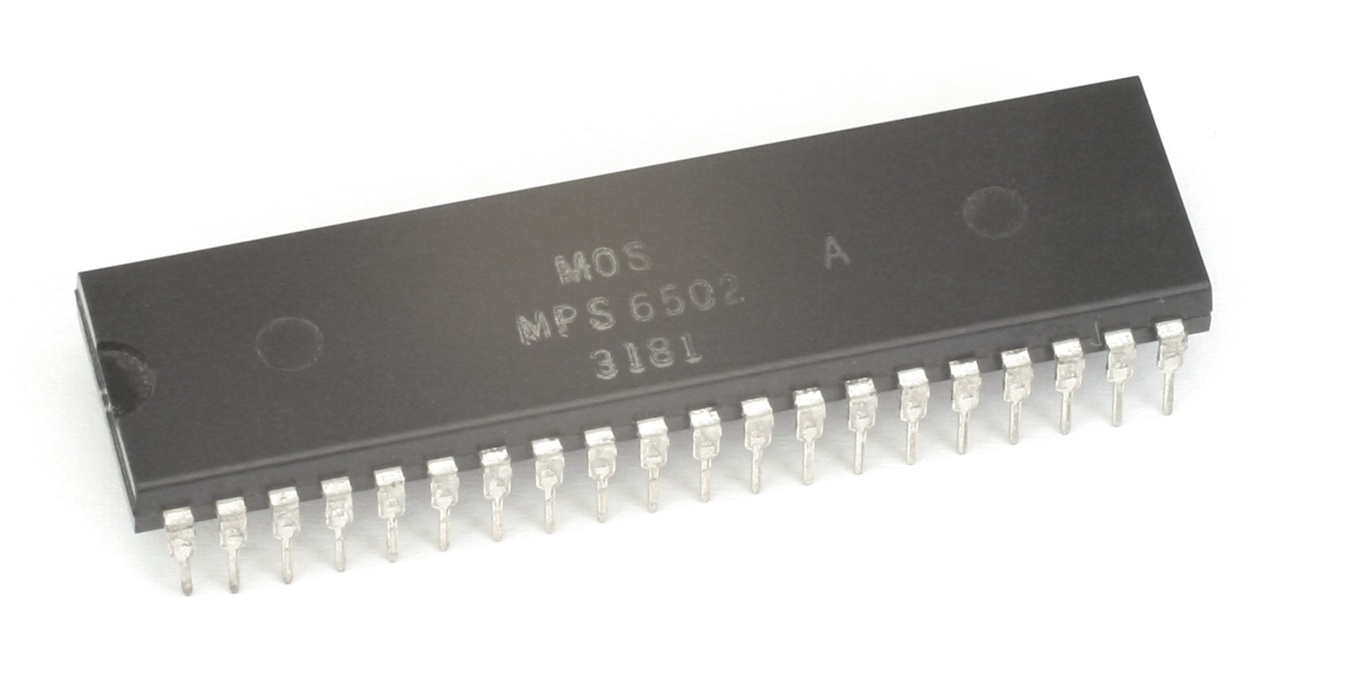
8-Bit-Hauptprozessor des Typs
MOS Technology 6502 (1981)

Logo des konzerneigenen Chipherstellers MOS Technology

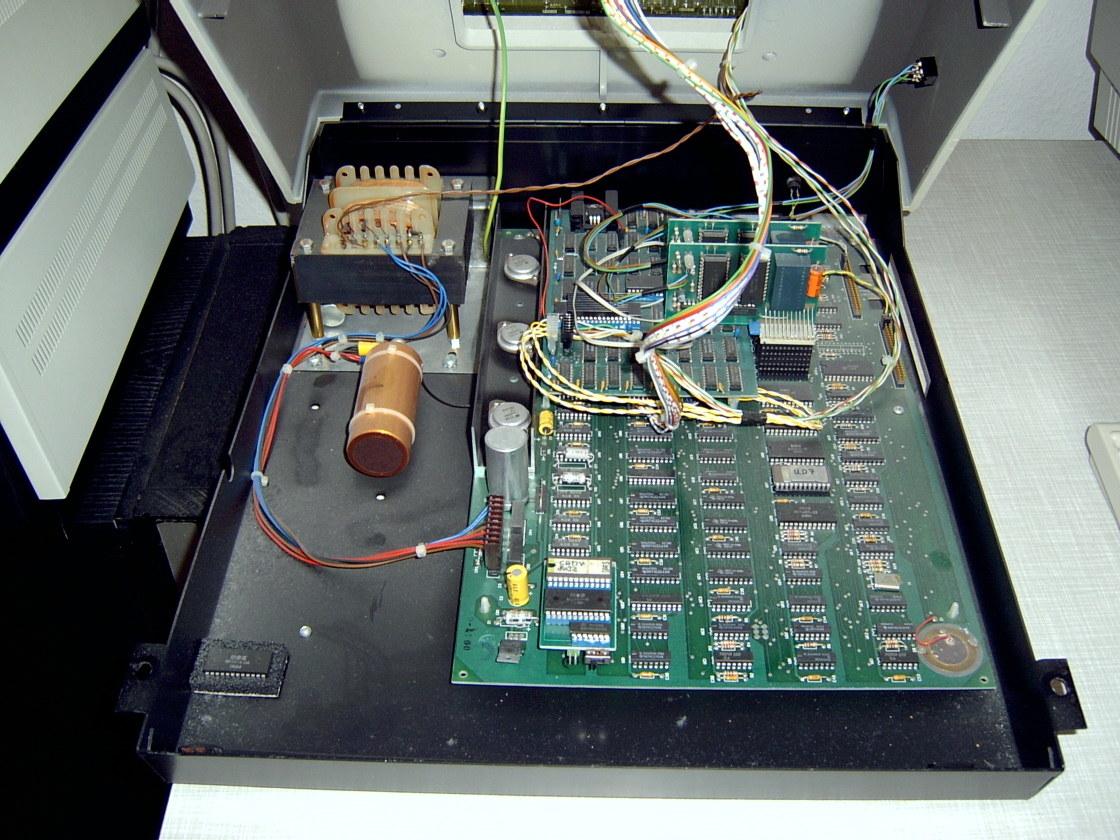
Geöffneter CBM 8032 mit Hauptplatine (1981)

### Hauptprozessor
Der CBM 8032 verfügt über einen 8-Bit-Hauptprozessor des Typs MOS Technology 6502, der mit 1 MHz getaktet ist. Die CPU des CBM 8032 verfügt über einen 8-Bit-Datenbus sowie 16-Bit-Adressbusstrukturen, was für Rechner mit einer 8-Bit-Architektur typisch ist. Sämtliche Modelle der CBM-8000-Serie enthalten eine CPU dieses zur damaligen Zeit weit verbreiteten Typs, deren Verwendung bis auf das Urmodell Commodore PET 2001 zurückgeht.

### Grafikchip
Neben der CPU kommt der vom Hersteller neu entwickelte Grafikprozessor MOS Technology 6545 zum Einsatz, der auf dem Grafikchip Motorola 6845 basiert und als Ansteuerschaltung für die Kathodenstrahlröhre des fest eingebauten Bildschirms des CBM 8032 fungiert. Der daher im Englischen auch als „Cathode Ray Tube Controller“ (kurz CRTC) bezeichnete Grafikchip des CBM 8032 ist ausschließlich auf professionelle Anwendungen wie Textverarbeitung oder Tabellenkalkulation ausgelegt, weshalb er zwar Groß- und Kleinbuchstaben beherrscht, aber weder farbfähig ist noch Sprites generieren kann. Der MOS Technology 6545 besitzt auch keinen echten Grafikmodus, sodass bildliche Darstellungen ausschließlich über Verwendung der insgesamt 64 Sonderzeichen und Grafiksymbole des eingebauten CBM-ASCII-Zeichensatzes auf den Bildschirm gebracht werden können.
Das Hauptleistungsmerkmal des MOS Technology 6545 besteht darin, dass er bei einer Maximalauflösung von 640 × 200 Pixeln 80 Zeichen pro Zeile in einer Größe von 8 × 8 Bildpunkten darstellen kann. Da der MOS Technology 6545 in der Lage ist, 25 Zeilen auf den Bildschirm zu bringen, sind also insgesamt 2000 Zeichen gleichzeitig auf dem Monitor zu sehen, von denen jedes einzelne 1 Byte an Grafikspeicher belegt. Damit übertraf der CBM 8032 deutlich die Grafikchips der damals marktführenden Heimcomputer, also etwa des Texas Instruments TI-99/4A, Commodore VC20, TRS-80 oder Apple II, zumindest in puncto Textdarstellung und -verarbeitung. Die Anzahl der pro Zeile darstellbaren Zeichen (80) sowie die Größe des Arbeitsspeichers (32 KB) wurden deshalb herangezogen, um dem Rechner in Abgrenzung zum Markt der Hobbyanwender eine aussagekräftige Modellbezeichnung zu geben.

### Tonerzeugung
Einen eigenen Soundchip besitzt der CBM 8032 im Gegensatz zu den meisten um 1980 gängigen Heimcomputern wie dem Atari 800 oder dem TI-99/4 nicht. Der Rechner war als reiner Bürocomputer für ernsthafte Anwendungen gedacht und Soundeffekte erwartete man damals eher von Spielekonsolen und Spielautomaten. Stattdessen verfügt der Rechner über einen einfachen Piezolautsprecher und seine Klangfähigkeit erschöpft sich in der Erzeugung von 1-Bit-Tönen, die aus drei Oktaven gewählt werden können. Mit Hilfe dieses Lautsprechers lassen sich lediglich einstimmige Melodien erzeugen, aber keine anspruchsvolleren Klänge oder Soundeffekte. Eine Besonderheit des CBM 8032 sowie aller weiteren Modelle der CBM-8000-Serie besteht darin, dass ein kurzes Klingelgeräusch ertönt, sobald der Cursor unabhängig von der gerade beschriebenen Zeile die 75. Spalte des Bildschirms erreicht hat.

### I/O-Bausteine
Die Ein- und Ausgabeoperationen des Rechners werden von einem I/O-Baustein des Typs MOS Technology 6522 geregelt, der gemeinhin als MOS Technology VIA (kurz für engl. Versatile Interface Adapter) bezeichnet wird. Daneben kommen zwei weitere Bausteine des Typs MOS Technology 6520 zum Einsatz, die unter der Bezeichnung MOS Technology PIA (kurz für engl. Peripheral Interface Adapter) bekannt sind und die Datentransfers mit den gerade angeschlossenen Peripheriegeräten über die Schnittstellen steuern.

### Speicherchips
Im CBM 8032 sind vier statische RAM-Chips des Typen 2114 mit einer Speicherkapazität von jeweils 512 Bytes verbaut, die für den Grafikspeicher reserviert sind. Damit besitzt der Rechner insgesamt 2 KB Grafikspeicher, das für den Bildaufbau benötigt wird, aber nicht beständig aufgefrischt werden muss. Weitere 16 dynamische 2-KB-RAM-Chips des Typs 4116-3N sorgen für einen freien Arbeitsspeicher von 32 KB. Davon sind 22 KB RAM frei programmierbar. 2 KB RAM dienen als Ein-/Ausgabespeicher und sind für den Datenaustausch mit angeschlossenen Peripheriegeräten reserviert.
Das Betriebssystem des CBM 8032 ist in vier 4-KB-ROM-Chips untergebracht, von denen drei (MOS 901465-20, -21 und -23) hauptsächlich das Commodore BASIC V4.0 und den Maschinensprachemonitor TIM enthalten (englisch BASIC ROM), während der vierte ROM-Chip (MOS 901465-22) vornehmlich die Routinen des Betriebssystemkerns birgt (bei Commodore als Kernal ROM bezeichnet). Der CBM-ASCII-Zeichensatz ist in einem eigenen 2-KB-ROM-Chip (MOS 901447-10) untergebracht, dem sogenannten Zeichensatz-ROM (englisch Character ROM). Damit verfügt der Rechner über insgesamt 18 KB ROM. Alle im Rechner verwendeten ROM-Bausteine stammen von dem seit September 1976 zum Commodore-Konzern gehörenden Unternehmen MOS Technology.

## Rechnerarchitektur
Der Systembus des CBM 8032, mit dessen Hilfe der Hauptprozessor MOS Technology 6502 mit seiner technischen Umgebung kommuniziert, weist eine klassische 8-Bit-Architektur auf und besteht aus einem Datenbus, einem Kontrollbus sowie einem Management-Bus. So operiert der für die Arbeitsgeschwindigkeit des Rechners zentrale bidirektionale Datenbus mit einer Wortbreite von 8 Bit. Die Datenübertragung erfolgt grundsätzlich immer byteseriell und bitparallel. Die Übertragungsrate richtet sich dabei nach dem langsamsten gerade angeschlossenen Peripheriegerät.
Die acht Datenleitungen des Datenbusses werden auch vom Kontrollbus sowie vom Management-Bus verwendet. Der Kontrollbus regelt vor allem Buszugriffe sowie die Datenflussrichtungen auf dem Datenbus und verwendet zu diesem Zweck im Handshake-Verfahren drei Datenleitungen für seine Steuersignale. Der Management-Bus belegt seinerseits fünf Datenleitungen und hat zur Aufgabe, die über den Datenbus gesendeten Signale als Daten, Speicheradressen oder Steuersignale zu definieren.

## Erweiterbarkeit
Sämtliche elektronischen Bauteile des CBM 8032 befinden sich auf der durch Aufschrauben und Hochklappen des Gehäuseoberteils leicht zugänglichen Hauptplatine, die mehrere freie Sockel zum Einstecken zusätzlicher EPROM-Speicherchips mit DIP-Gehäuse und 24 Anschlusspins aufweist. Mittels dieser Sockel kann das native Betriebssystem des CBM 8032 etwa um einen deutschen Zeichensatz mit Umlauten oder zusätzliche BASIC-Befehle erweitert werden. Beliebte EPROMs waren beispielsweise die BASIC-Erweiterungen Extrabasic +1 bzw. Extrabasic +2 sowie der mit 41 Zusatzbefehlen ausgestattete Maschinensprachemonitor NewTIM S, der bereits für die älteren Modelle der CBM-3000-Serie entwickelt worden war.
Der ab Werk eingebaute 32-KB-RAM-Arbeitsspeicher des Rechners kann bei Bedarf um 64 KB erweitert werden. Weil die oberen 32 KB des Adressraums aber schon durch Videospeicher, Schnittstellen (Memory Mapped I/O) und ROM-Chips belegt sind, muss bei der Verwendung von Speichererweiterungen auf Bank-Switching-Techniken zurückgegriffen werden. Commodore bot zu diesem Zweck eigens einen Umrüstsatz mit 64-KB-Zusatzplatine an, mit dessen Hilfe der CBM 8032 ohne Löten mit insgesamt 96 KB RAM auf das Leistungsniveau des von der Commodore Deutschland GmbH entwickelten Nachfolgemodells CBM 8096-SK gebracht werden kann. Es muss dafür lediglich der Hauptprozessor entfernt und an seine Stelle die Zusatzplatine auf den entsprechenden Sockel gesteckt werden. Um diese spezielle Speicherkonfiguration anzusprechen, war außerdem eine eigene Betriebssystemversion namens LOS 96 notwendig, die aus einem neuen Betriebssystemkern sowie einem eigenen BASIC-Interpreter besteht.
Auch die Grafikfähigkeiten des CBM 8032 können durch Erweiterungen verbessert werden. So brachte Commodore eine Einzelpunkt-Grafikkarte heraus, die am 50-poligen internen Erweiterungssteckplatz angebracht werden kann und vor allem für CAD-Anwendungen gedacht war. Die Grafikkarte befindet sich auf einer kleinen Zusatzplatine und ist mit einem EPROM-Baustein bestückt, der eine Erweiterung des Befehlssatzes des nativen Commodore BASIC V4.0 enthält. Die genannte Grafikkarte gibt es in zwei Versionen: Version A besitzt einen EF9365-Vektorgrafikprozessor, der im Interlace-Modus eine maximale Auflösung von 512 × 512 Pixeln erreicht, Version B wiederum ist mit einem EF9366-Vektorgrafikprozessor ausgestattet, der eine maximale Auflösung von 512 × 256 Pixeln liefert.

## Modellvarianten

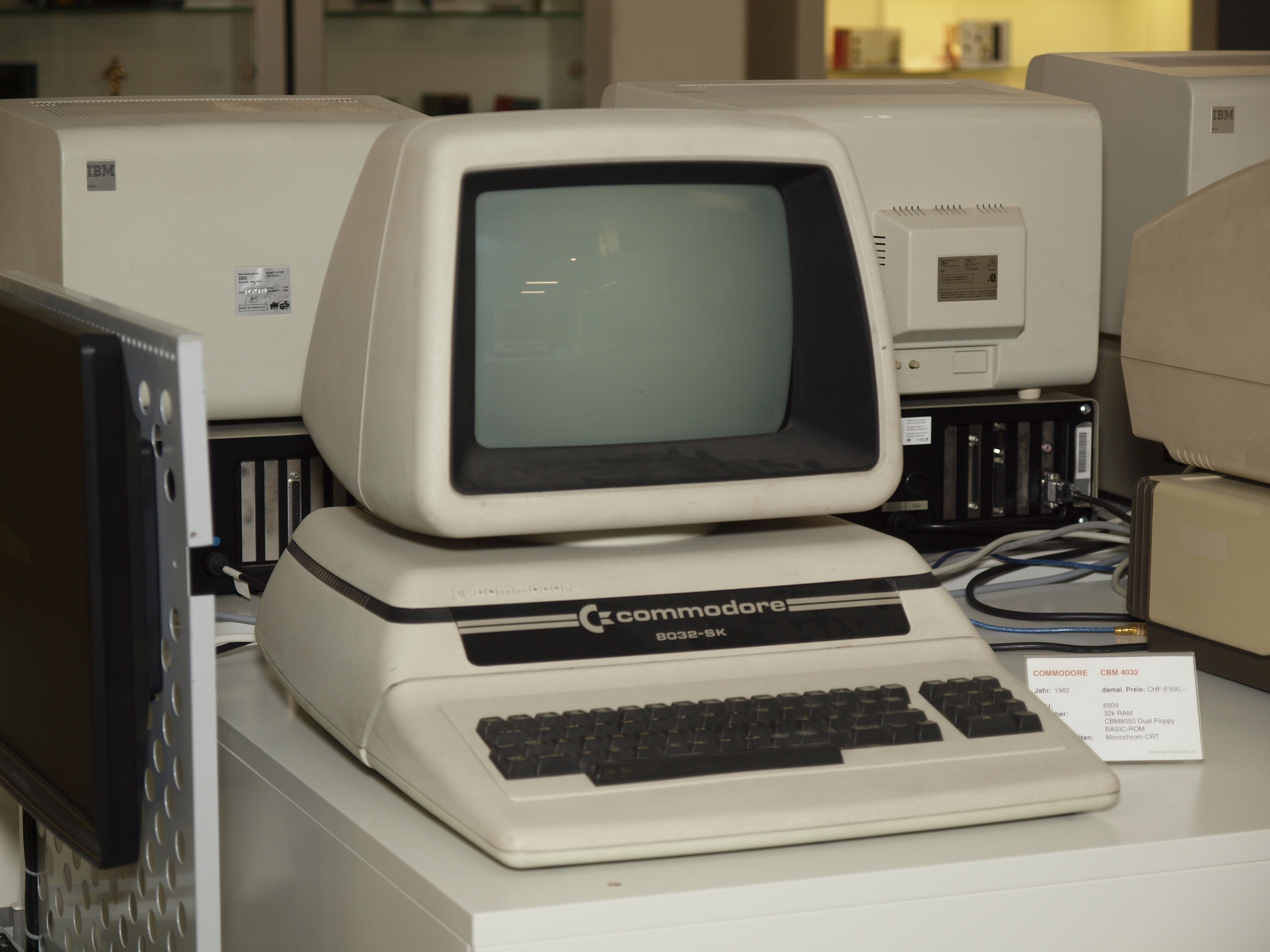
CBM 8032-SK (1981)

Der CBM 8032 wurde in drei Modellvarianten angeboten, die alle auf der gleichen Hauptplatine basieren. Neben der am häufigsten verkauften Urversion CBM 8032 aus dem Jahr 1980 wurde der CBM 8032-32B entwickelt, der ein noch größeres Gehäuse zur Aufnahme eines internen 5¼-Zoll-Diskettenlaufwerks besitzt, sowie der CBM 8032-SK, der ein kleineres, ergonomischeres Gehäuse, einen schwenkbaren Grünmonitor und eine abgesetzte Tastatur aufweist. Die Abkürzung „SK“ steht dabei für engl. „separate keyboard“.
Weitere Merkmale des 1982 zur Marktreife gebrachten CBM 8032-SK, der zur Grundlage für das nachfolgende CBM-Modell CBM 8096-SK wurde, sind eine überarbeitete Stromversorgung sowie komfortablere Buchsen am IEC-Bus und dem User Port anstelle der unhandlichen Platinenstecker beim CBM 8032. Da die eigentlich für das neue Modell vorgesehene, vollkommen neu gestaltete Hauptplatine noch nicht zur Verfügung stand, musste das hierfür nicht konzipierte Motherboard des CBM 8032 als Notlösung verwendet werden. Um überhaupt ins Gehäuse des CBM 8032-SK hineinzupassen, wurde die immerhin bereits im Einsatz bewährte CBM-8032-Hauptplatine zunächst um 90° gedreht. Aufwändige interne Verkabelung sorgte dann für eine Verbindung zwischen den jetzt nicht mehr an den Gehäuseöffnungen liegenden Platinensteckern und den erwähnten neuen Buchsen.
Im Gegensatz zum CBM 8032-32B, der in Europa nie zum Verkauf stand, wurde der CBM 8032-SK in Deutschland immerhin für kurze Zeit vertrieben. Das Grundgerät kostete 2.295 DM. Der CBM 8032-SK, den man eher als Übergangsversion bezeichnen könnte, wurde im deutschsprachigen Raum bald durch das Nachfolgemodell CBM 8096-SK ersetzt, das ebenfalls für 2.295 DM erhältlich war und neben dem ergonomischen Gehäuse ab Werk mit einem Arbeitsspeicher von 96 KB ausgestattet ist. Die überarbeitete Hauptplatine wurde schließlich erst im CBM 8296 verwendet.

## Betriebssystem
Das fest eingebaute Betriebssystem des CBM 8032 besteht aus drei Komponenten und umfasst insgesamt 18 KB ROM. Es enthält neben dem Betriebssystemkern sowohl einen BASIC-Interpreter als auch einen einfachen Maschinensprachemonitor, mit dessen Hilfe der Speicher des Rechners ausgelesen und bei Bedarf manipuliert werden kann. Das Betriebssystem steht unmittelbar nach der Inbetriebnahme des Rechners zur Verfügung und wartet auf Anweisungen seitens des Anwenders.

### Betriebssystemkern
Der Betriebssystemkern des CBM 8032 (englisch „Kernel“, bei Commodore Kernal) ist für die Konfiguration der Hardware sowie des nativen Commodore BASIC V4.0 zuständig. Er enthält neben der Poweruproutine u. a. die für die Daten- und Prozessverwaltung nötigen Betriebssystemroutinen, eine Sprungtabelle zur Verwendung der Unterprogramme des Betriebssystems sowie einige Testroutinen zur Überprüfung der Funktionalität einzelner Systemkomponenten. Der Betriebssystemkern des Rechners hat einen Umfang von 5 KB ROM.

### Commodore BASIC V4.0
Das Herzstück des nativen Betriebssystems besteht im Commodore BASIC V4.0, das sowohl als Benutzerschnittstelle als auch als Programmierumgebung dient. Der Kommandozeileninterpreter ist unmittelbar nach dem Einschalten des Rechners betriebsbereit und wartet auf die Eingabe von Befehlen. Der BASIC-Dialekt des CBM 8032 ist abwärtskompatibel zu den BASIC-Versionen der älteren CBM-Serien. Er belegt weitere 12 KB ROM und verfügt über einen für damalige Verhältnisse umfangreichen Befehlssatz von insgesamt 91 Systembefehlen, Anweisungen und Funktionen sowie 26 Fehlermeldungen zur Erleichterung der Programmierung. Zu den Systembefehlen gehören auch etliche Kommandos wie DLOAD, DSAVE, DIRECTORY, HEADER, COPY oder SCRATCH, die eigens auf den Betrieb mit externen CBM-Diskettenlaufwerken zugeschnitten sind.

### Maschinensprachemonitor TIM
Der eingebaute Maschinensprachemonitor erlaubt das Auslesen und Manipulieren der einzelnen Speicherzellen des CBM 8032. Er geht auf den 1976 zur Marktreife gebrachten Einplatinencomputer KIM-1 von MOS Technology zurück und trägt die Bezeichnung TIM (englisch Terminal Input Monitor). TIM verfügt über sechs Befehle: M zur Anzeige des Speicherinhalts, R zur Anzeige der Registerinhalte, G zum Aufruf eines Maschinenspracheprogramms, X für die Rückkehr zum BASIC-Interpreter, L für das Laden und schließlich S für das Speichern eines Maschinenspracheprogramms. Der eher spartanisch ausgestattete TIM belegt gerade einmal 1 KB ROM. Er operiert mit Hexadezimalzahlen und kann vom BASIC-Interpreter aus mit den Befehlen SYS 1024 (Entry via breakpoint) bzw. SYS 54386 (Entry by call) aufgerufen werden.

## Peripherie und Software
Der CBM 8032 und seine Modellvarianten wurden sowohl in den Vereinigten Staaten als auch in Deutschland meist im Verbund mit einem ebenfalls von Commodore gefertigten CBM-Diskettenlaufwerk sowie einem Drucker angeboten. Die unverbindliche Preisempfehlung des Herstellers für ein aus dem Rechner sowie einem 5¼-Zoll-Doppeldiskettenlaufwerk des Typs CBM 4040 bestehendes Bündel lag im Sommer 1982 in Nordamerika bei 2829,95 US$. Für ein Komplettpaket mit dem leistungsstärkeren 5¼-Zoll-Doppeldiskettenlaufwerk des Typs CBM 8050 mussten zum gleichen Zeitpunkt 4.085 US$ bezahlt werden.
In Deutschland war ein ähnliches Paket besonders populär, das neben dem Rechner und dem 5¼-Zoll-Doppeldiskettenlaufwerk CBM 8050 einen passenden seriellen Matrixdrucker enthielt, meist das Modell CBM 4022 bzw. CBM 4022P, das über die IEEE-488-Schnittstelle an den CBM 8032 angeschlossen werden kann. Der Preis für dieses Komplettangebot lag im Jahr 1982 bei 7.661 DM.
Das CBM 8050 verfügt über jeweils einen Schreib-Lese-Kopf pro Laufwerk und kann pro eingelegter Double-Density-100tpi-Diskette auf 77 Spuren bis zu 500 KB an Daten speichern. Insgesamt lassen sich also ohne die Notwendigkeit eines Diskettenwechsels für damalige Verhältnisse stattliche 1 MB an Daten mit diesem Paket verwalten, was den Rechner für professionelle Büroanwender mit mittlerem Budget reizvoll machte. Außerdem enthielt das für die EDV im Büro gedachte Paket bewährte Anwender-Software, die in einem Dateiverwaltungsprogramm namens Ozz von der Bristol Software Factory sowie der allgemein als Killerapplikation angesehenen und vom Apple II auf den CBM 8032 portierten Tabellenkalkulation Visicalc von Personal Software aus dem Jahr 1979 bestand.
Neben dem nativen Commodore BASIC V4.0 waren für den CBM 8032 auch Versionen der beliebten Programmiersprachen UCSD Pascal (ab 8096) sowie TCL-Pascal erhältlich.

Commodore-Peripheriegeräte für den CBM 8032
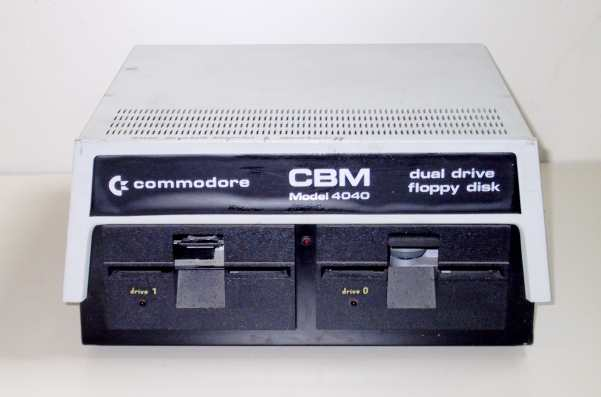
5¼-Zoll-Doppeldiskettenlaufwerk des Typs CBM 4040
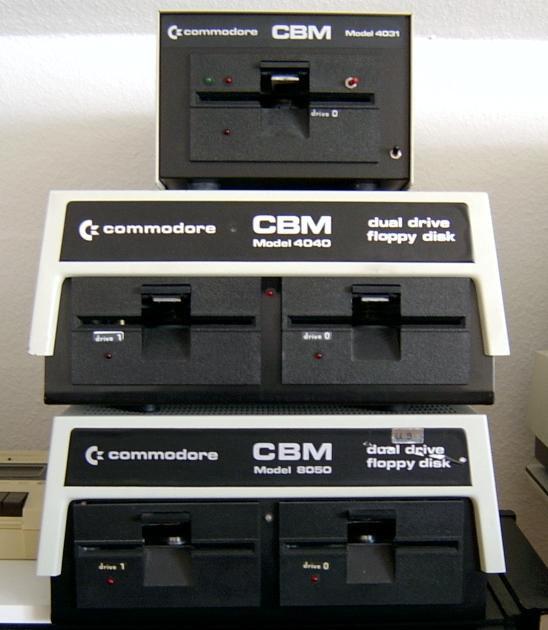
5¼-Zoll-Diskettenlaufwerke der Typen CBM 4031, 4040 und 8050
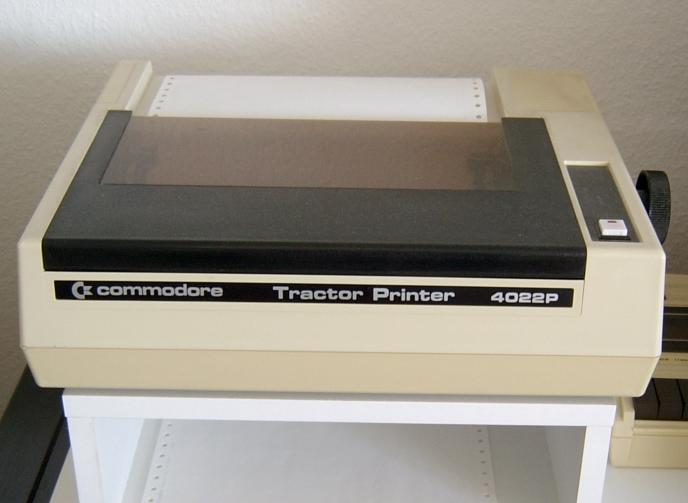
Serieller Matrixdrucker des Typs CBM 4022P

## Markterfolg
Nachdem Commodore auf die ansonsten bei amerikanischen Herstellern üblichen Preisaufschläge für in Europa bzw. Übersee angebotene Geräte von ca. 25–30 % verzichtet hatte und die Rechner der CBM-Reihe in Deutschland ab 1980 deutlich billiger anbot als etwa die Konkurrenz von Apple, Tandy oder Texas Instruments, schnellten die Verkaufszahlen des CBM 8032 in die Höhe. Deutschland wurde hinter den Vereinigten Staaten zu Commodores zweitwichtigstem Absatzmarkt, besonders auf dem Gebiet der professionellen Bürorechner. Flankiert wurden diese Preisreduktionen von einer auf technikbegeisterte Jugendliche und junge Erwachsene ausgerichteten Werbekampagne, für die man den 17-jährigen schleswig-holsteinischen Gymnasiasten Nils Seidel gewann, den Bundessieger des Wettbewerbs Jugend forscht von 1981. Seidel hatte ein Programm zur nichtnumerischen Datenverarbeitung von chemischen Reaktionen auf dem CBM 8032 entwickelt.
Besonders beliebt waren in Deutschland die erwähnten Paket-Angebote mit 5¼-Zoll-Doppeldiskettenlaufwerk und Drucker, die einen sofortigen Arbeitseinsatz ermöglichten. Mit dem CBM 8032 sowie den weiteren Modellen der CBM-Reihe gelang es Commodore, bis 1982 einen Marktanteil von immerhin 17 Prozent bei den Bürorechnern zu erobern. Insgesamt hatte Commodore bis zu diesem Zeitpunkt laut eigenem Bekunden bereits 45.000 Exemplare der verschiedenen CBM-Serien in den deutschsprachigen Ländern verkauft. Wie groß der Anteil des CBM 8032 an diesen Absatzzahlen genau war, ist jedoch nicht bekannt.

## Rezeption
Harold Dickerman lobt in seiner für die amerikanische Computerzeitschrift Byte im August 1982 verfassten Rezension das ästhetisch ansprechende Design des CBM 8032, das gut zu einer herkömmlichen Büroeinrichtung passe. Daneben hebt Dickerman die Leistungsfähigkeit des neuen Grafikprozessors MOS Technology 6545, den erhöhten Bedienkomfort der Programmierumgebung, die Diskettenbefehle des Commodore BASIC V4.0 sowie die hervorragende Qualität der bereits verfügbaren Anwendersoftware wie Wordpro oder VisiCalc positiv hervor. Lobend erwähnt wird überdies, trotz mancher noch bestehender Schwächen, auch die gegenüber den Vorgängermodellen verbesserte Systemdokumentation sowie das Handbuch. Kritisiert wird der Hersteller dagegen von Dickerman für sein lasches Marketing und seine mangelnde Unterstützung von Software-Drittanbietern. 1984 landete der CBM 8032 bei einem weiteren Benchmarktest knapp hinter den vom gleichen Hersteller stammenden Heimcomputern Commodore VC20, Commodore 64 sowie dem Apple IIe.
Hillel Segal lobt in der amerikanischen Fachzeitschrift Computerworld vom 22. März 1982 das ausgezeichnete Preis-Leistungs-Verhältnis, die hohe Bildqualität des eingebauten Monitors, die technische Zuverlässigkeit sowie die vergleichsweise guten Benchmark-Ergebnisse des Rechners, die insbesondere auf dem Gebiet der Buchführung teils sogar die wesentlich teureren Konkurrenzprodukte überträfen. Bemängelt werden allerdings die spärliche Systemdokumentation sowie die umständlichen Druckerbefehle des Commodore BASIC V4.0, das überdies kein strukturiertes Programmieren gestatte.
Hans-Joachim Sacht beschreibt den CBM 8032 sowie die übrigen Modelle der CBM-8000-Serie in seinem Technikratgeber Tischcomputer für Heim + Beruf aus dem Jahr 1984 als „ausgereift und für viele Anwendungen geeignet.“

## Auswahlbibliografie
- Brian Bagnall: Commodore: A Company on the Edge. Variant-Press, Winnipeg 2010, ISBN 978-0-9738649-6-0.
- Boris Kretzinger: Commodore. Aufstieg und Fall eines Computerriesen. Skriptorium-Verlag, Morschen 2005, ISBN 3-938199-04-0.
- Bernd Leitenberger: Computergeschichte(n). Die ersten Jahre des PC. Books-on-Demand-GmbH, Norderstedt 2012, ISBN 978-3-8423-5164-6.
- Adam Osborne und Carroll S. Donahue: PET/CBM Personal Computer Guide. Osborne/McGraw-Hill, Berkeley 1980, ISBN 978-0-931988-55-4.
- Adam Osborne und Carroll S. Donahue: CBM Computer Handbuch. te-wi, München 1981, ISBN 3-921803-13-6.